# Numanice (turnê)
Numanice é a quarta turnê da cantora brasileira Ludmilla, com base em seu extended play (EP) Numanice (2020) e seus projetos derivados, Numanice: Ao Vivo (2021), Numanice 2 e Numanice 2: Ao Vivo (2022) e Numanice 3: Ao Vivo (2024). Iniciou em 13 de novembro de 2021 no Rio de Janeiro, no Rio Beach Club com o último show acontecendo em 27 de julho de 2025 no Rio de Janeiro.

## Recepção

### Comercial
De acordo com o Portal Léo Dias, a turnê vendeu até 2024, 500 mil ingressos e teve um faturamento de 185 milhões de reais.

## Repertório
2021–2022
1. "Amor Difícil"
2. "Mande um Sinal"
3. "Sinais"
4. "Envolvidão"
5. "Cigana"
6. "Maria Joana"
7. "Sintoma de Amor" / "Depois do Amor" / "Agenda"
8. "A Primeira Namorada"
9. "Curto Circuito"
10. "Um Pôr do Sol na Praia"
11. "Meu Homem é Seu Homem"
12. "Ela Não"
13. "212"
14. "Cabelo Cacheado"
15. "Modo Avião" / "A Tua Voz" / "700 por Hora" / "Radar" / "A Música Mais Triste do Ano"
16. "Faz Uma Loucura por Mim"
17. "Você Me Vira a Cabeça"
18. "A Boba Fui Eu"
19. "Não Deixe o Samba Morrer"
20. "Insônia"
21. "Sinais de Fogo"
22. "Final de Tarde"
23. "Supera"
24. "Até Que Durou"
25. "Melhor eu Ir"
26. "Quem é Você"
27. "Por Causa de Você" / "Baby" / "1 Minuto"
28. "Dorme com Deus"
29. "Fica"
30. "Vai com Calma"
31. "Me Arrepender"
32. "Te Amar Demais" / Best Part"
33. "Poesia Acústica #10: Recomeçar"
34. "A Amizade"
35. "Só Felicidade"
36. "O Show Tem Que Continuar"
37. "Meu Desapego"
38. "Desse Jeito é Ruim pra Mim"
39. "Perfume"
40. "Antes de Dizer Adeus"
41. "Não Vá Me Enganar"
42. "Intriga da Oposição"
43. "Reinventar"
44. "Pra Ver o Sol Brilhar"
45. "Derê"
46. "Maldivas"
47. "Teu Segredo" / "Já Tentei"
48. "Eu Estive Aqui"

2022–2023
1. "Teu Segredo"
2. "Cigana"
3. "Por Causa de Você" / "Baby" / "1 Minuto"
4. "Insônia"
5. "Desse Jeito é Ruim pra Mim" / "Perfume" / "Antes de Dizer Adeus"
6. "Dorme com Deus" / "Fica"
7. "Maria Joana"
8. "Sintoma de Amor" / "Depois do Amor" / Agenda"
9. "Um Pôr do Sol na Praia"
10. "Sinais de Fogo"
11. "Cedo ou Tarde"
12. "Mande um Sinal" / "Sinais"
13. "Quem é Você"
14. "20 Ligações"
15. "Flamingos"
16. "Modo Avião" / "A Tua Voz" / "700 Por Hora" / "Radar" / "A Música Mais Triste do Ano"
17. "Nunca Mais Sofrer" / "Intriga da Oposição"
18. "Cabelo Cacheado"
19. "Cheiro Bom do seu Cabelo"
20. "Sinais de Fogo"
21. "Meu Corpo Quer Você"
22. "Aquele Abraço"
23. "Não Quero Mais"
24. "Te Amar Demais" / "Best Part"
25. "Duas Doses de Saudade"
26. "Arde Outra Vez"
27. "Que Saudade"
28. "Impossível Te Esquecer"
29. "Trajetória"
30. "Eu e Você Tudo a Ver"
31. "Meu Homem É Seu Homem"
32. "Amor Difícil"
33. "Me Arrepender"
34. "212"
35. "Freio da Blazer"
36. "Ai Preto"
37. "Sei Que Tu Gosta Muito"
38. "Perdição"
39. "Poesia Acústica #9: Melhor Forma"
40. "Debochando da Mídia"
41. "Brigas Demais"
42. "Fora de Si"
43. "Vai e Volta"
44. "Envolvidão"
45. "Ela Não"
46. "A Primeira Namorada"
47. "Curto Circuito"
48. "Melhor eu Ir"
49. "Ligando os Fatos"
50. "Uma Estrela"
51. "No Meu Olhar"
52. "Não Vá Me Enganar"
53. "Meu Desapego"
54. "Sintomas de Prazer"
55. "Fulminante"
56. "A Loba"
57. "Tô de Boa"
58. "Maldivas"
59. "Eu Estive Aqui"

2024
1. "Falta de Mim"
2. "Destilado"
3. "Espelho"
4. "Saudade da Gente"
5. "Se Não Chorar com Pagode"
6. "Cigana"
7. "Deixa Tudo Como Tá"
8. "Teu Segredo"
9. "Você Não Sabe o Que é Amor"
10. "Amor Difícil"
11. "Não Tem Perdão"
12. "Por Causa de Você" / "Baby" / "1 Minuto"
13. "I Love You Too"
14. "212"
15. "Falta Você"
16. "Desse Jeito é Ruim pra Mim" / "Perfume" / "Antes de Dizer Adeus"
17. "Baile Charme"
18. "Perfume"
19. "A Preta Venceu"
20. "1%"
21. "Como Tu"
22. "Modo Avião" / "A Tua Voz" / "700 Por Hora" / "Radar" / "A Música Mais Triste do Ano"
23. "Insônia"
24. "Raio X"
25. "26 de Dezembro"
26. "Um Pôr do Sol na Praia"
27. "Cheiro Bom do Seu Cabelo"
28. "Não É Por Maldade"
29. "Era Tão Bom (So Sick)"
30. "Sim ou Não"
31. "Snooze" / "Não Quero Mais"
32. "Tudo Porque Você Mentiu"
33. "Sintomas de Prazer"
34. "Meu Desapego"
35. "Eu Estive Aqui"

## Datas
| Data                                   | Cidade         | País           | Local                                    |
| -------------------------------------- | -------------- | -------------- | ---------------------------------------- |
| Numanice #1                            |                |                |                                          |
| América do Sul                         |                |                |                                          |
| 13 de novembro de 2021                 | Rio de Janeiro | Brasil         | Rio Beach Club                           |
| 4 de dezembro de 2021                  | São Paulo      | Brasil         | Aeroporto Campo de Marte                 |
| 12 de fevereiro de 2022                | São Paulo      | Brasil         | Clube Pinheiros                          |
| 5 de março de 2022                     | Rio de Janeiro | Brasil         | Jardins do Itanhangá                     |
| 2 de julho de 2022                     | São Paulo      | Brasil         | Estádio do Canindé                       |
| 9 de julho de 2022                     | Salvador       | Brasil         | Wet Eventos                              |
| Numanice #2                            |                |                |                                          |
| América do Sul                         |                |                |                                          |
| 21 de julho de 2022                    | Rio de Janeiro | Brasil         | Museu do Amanhã                          |
| 14 de agosto de 2022                   | Belo Horizonte | Brasil         | Mirante Beagá                            |
| 27 de agosto de 2022                   | Campinas       | Brasil         | Fazenda Santa Margarida                  |
| 3 de setembro de 2022                  | Fortaleza      | Brasil         | Colosso Fortaleza                        |
| 9 de outubro de 2022                   | Curitiba       | Brasil         | Pedreira Paulo Leminski                  |
| 29 de outubro de 2022                  | Recife         | Brasil         | Arena Pernambuco                         |
| 12 de novembro de 2022                 | Rio de Janeiro | Brasil         | Sambódromo da Marquês de Sapucaí         |
| 28 de dezembro de 2022                 | Maracaípe      | Brasil         | Praia de Maracaípe                       |
| 3 de junho de 2023                     | São Paulo      | Brasil         | Centro Esportivo Tietê                   |
| 4 de junho de 2023                     | São Paulo      | Brasil         | Centro Esportivo Tietê                   |
| 11 de junho de 2023                    | Porto Alegre   | Brasil         | Parque Maurício Sirotski Sobrinho        |
| 8 de julho de 2023                     | Rio de Janeiro | Brasil         | Estádio Nilton Santos                    |
| 22 de julho de 2023                    | Salvador       | Brasil         | Wet Eventos                              |
| 2 de setembro de 2023                  | Fortaleza      | Brasil         | Marina Park                              |
| 30 de setembro de 2023                 | Belo Horizonte | Brasil         | Arena Independência                      |
| 7 de outubro de 2023                   | Vitória        | Brasil         | Praça do Papa                            |
| 14 de novembro de 2023                 | Olinda         | Brasil         | Centro de Convenções de Pernambuco       |
| 18 de novembro de 2023                 | Florianópolis  | Brasil         | Stage Music Park                         |
| 25 de novembro de 2023                 | Curitiba       | Brasil         | White Hall Jockey Eventos                |
| 2 de dezembro de 2023                  | São Paulo      | Brasil         | Centro Esportivo Tietê                   |
| 3 de dezembro de 2023                  | São Paulo      | Brasil         | Centro Esportivo Tietê                   |
| 9 de dezembro de 2023                  | Brasília       | Brasil         | Estádio Mané Garrincha                   |
| Numanice #3                            |                |                |                                          |
| América do Sul Europa América do Norte |                |                |                                          |
| 17 de agosto de 2024                   | Salvador       | Brasil         | Wet Salvador                             |
| 28 de setembro de 2024                 | Lisboa         | Portugal       | Estádio do Restelo                       |
| 12 de outubro de 2024                  | Campinas       | Brasil         | Parque de Eventos CCA                    |
| 19 de outubro de 2024                  | Fortaleza      | Brasil         | Terminal Marítimo                        |
| 20 de outubro de 2024                  | Manaus         | Brasil         | Arena da Amazônia                        |
| 2 de novembro de 2024                  | Belém          | Brasil         | Estádio do Mangueirão                    |
| 9 de novembro de 2024                  | São Paulo      | Brasil         | Centro Esportivo Tietê                   |
| 10 de novembro de 2024                 | São Paulo      | Brasil         | Centro Esportivo Tietê                   |
| 23 de novembro de 2024                 | Recife         | Brasil         | Área Externa do Centro de Convenções     |
| 7 de dezembro de 2024                  | Rio de Janeiro | Brasil         | Riocentro                                |
| 8 de dezembro de 2024                  | Rio de Janeiro | Brasil         | Riocentro                                |
| 15 de dezembro de 2024                 | Curitiba       | Brasil         | Estádio Durival Britto e Silva           |
| 11 de janeiro de 2025                  | Guarapari      | Brasil         | Brava Beach Club                         |
| 25 de janeiro de 2025                  | Florianópolis  | Brasil         | Stage Music Park                         |
| 15 de fevereiro de 2025                | Belo Horizonte | Brasil         | Estádio Jornalista Felipe Drummond       |
| 4 de abril de 2025                     | Miami          | Estados Unidos | Historic Virginia Key Beach Park         |
| 13 de abril de 2025                    | Niterói        | Brasil         | Caminho Niemeyer                         |
| 10 de maio de 2025                     | Brasília       | Brasil         | Área Externa da Arena BRB Mané Garrincha |
| 31 de maio de 2025                     | Porto Alegre   | Brasil         | Parque Harmonia                          |
| 9 de junho de 2025                     | São Paulo      | Brasil         | Centro Esportivo Tietê                   |
| 8 de junho de 2025                     | São Paulo      | Brasil         | Centro Esportivo Tietê                   |
| 12 de julho de 2025                    | Salvador       | Brasil         | Wet Salvador                             |
| 26 de julho de 2025                    | Rio de Janeiro | Brasil         | Riocentro                                |
| 27 de julho de 2025                    | Rio de Janeiro | Brasil         | Riocentro                                |